# Nati l'11 marzo

## XII secolo(1)
- 1162 - Teodorico I di Meißen, nobile tedesco († 1221)

## XIII secolo(1)
- 1278 - Maria Plantageneta, nobildonna e religiosa inglese († 1332)

## XIV secolo(1)
- 1375 - Francesco Aregazzi, vescovo cattolico italiano († 1437)

## XV secolo(3)
- 1436 - Pino III Ordelaffi, nobile italiano († 1480)
- 1461 - Diego Hurtado de Mendoza, nobile spagnolo († 1531)
- 1485 - Bernardo Clesio, cardinale austriaco († 1539)

## XVI secolo(9)
- 1523 - Henry Brandon, I conte di Lincoln, nobile britannico († 1534)
- 1526 - Heinrich Rantzau, astrologo, umanista e generale tedesco († 1598)
- 1530 - Giovanni Guglielmo di Sassonia-Weimar, duca tedesco († 1573)
- 1544 - Torquato Tasso, poeta, scrittore e drammaturgo italiano († 1595)
- 1545 - Giovanni Francesco Aldobrandini, generale e diplomatico italiano († 1601)
- 1549 - Hendrik Laurenszoon Spiegel, umanista olandese († 1612)
- 1581 - Charles Alexandre de Croÿ, militare belga († 1624)
- 1594 - Francesco Caetani, generale e politico italiano († 1683)
- 1597 - Enrico IV di Reuss-Greiz, nobile tedesco († 1627)

## XVII secolo(16)
- 1601 - Charles Huault de Montmagny, funzionario francese († 1657)
- 1605 - Şehzade Mehmed, principe ottomano († 1621)
- 1610 - Juan Lozano, arcivescovo cattolico spagnolo († 1679)
- 1611 - Giuseppe Maria Figatelli, matematico e religioso italiano († 1682)
- 1614 - Giovanni Maria Conti della Camera, pittore italiano († 1670)
- 1615 - Giovanni Weikhard di Auersperg, nobile boemo († 1677)
- 1631 - Gabriele Filippucci, cardinale italiano († 1706)
- 1639 - Giuseppe Maria Ficatelli, pittore italiano († 1703)
- 1656 - Maria Elisabetta d'Assia-Darmstadt, nobile († 1715)
- 1673 - Xavier Ehrenbert Fridelli, gesuita, missionario e cartografo austriaco († 1743)
- 1678 - Prosper Marchand, editore francese († 1756)
- 1682 - Carlo di Württemberg-Bernstadt, generale prussiano († 1745)
- 1683 - Giovanni Veneziano, compositore italiano († 1742)
- 1685 - Jean-Pierre Niceron, scrittore francese († 1738)
- 1688 - Johann Heinrich May il giovane, storico, filologo e orientalista tedesco († 1732)
- 1693 - Pompeo Compagnoni, vescovo cattolico e letterato italiano († 1774)

## XVIII secolo(26)
- 1706 - Schenandoa, condottiero nativo americano († 1816)
- 1726 - Louise d'Épinay, scrittrice francese († 1783)
- 1727 - André Planché, artista francese († 1809)
- 1729 - Sophie Marie von Voß, nobildonna tedesca († 1814)
- 1730 - Otto Friedrich Müller, naturalista danese († 1784)
- 1734 - Nikolaj Vasil'evič Repnin, politico e generale russo († 1801)
- 1738 - Abdul Jalil Muazzam Shah di Johor, sovrano malese († 1761)
- 1746 - Paolina Secco Suardo, poetessa italiana († 1801)
- 1754 - Juan Meléndez Valdés, poeta spagnolo († 1817)
- 1755 - Caterina Cavalieri, soprano austriaco († 1801)
- 1756 - Giuseppe Maria Spina, cardinale e arcivescovo cattolico italiano († 1828)
- 1757 - James Saumarez, ammiraglio britannico († 1836)
- 1767 - Enrichetta Carlotta di Württemberg, principessa († 1817)
- 1770 - William Huskisson, politico e economista britannico († 1830)
- 1777 - Francis Seymour-Conway, III marchese di Hertford, politico britannico († 1842)
- 1779 - Filippo d'Assia-Homburg, nobile tedesco († 1846)
- 1779 - Jean-Pierre Granger, pittore francese († 1840)
- 1779 - Jérôme-Martin Langlois, pittore francese († 1838)
- 1779 - Imperatrice Yoshiko, imperatrice giapponese († 1846)
- 1780 - Enrico Caetani, XII duca di Sermoneta, nobile italiano († 1850)
- 1782 - Natale Abbadia, compositore italiano († 1861)
- 1785 - John McLean, politico statunitense († 1861)
- 1785 - Eleonore Prochaska, militare prussiana († 1813)
- 1787 - Ivan Aleksandrovič Nabokov, generale russo († 1852)
- 1790 - Ignaz von Rudhart, giurista e politico tedesco († 1838)
- 1794 - Giovanni Perrone, presbitero e teologo italiano († 1876)

## XIX secolo(159)
- 1802 - Heinrich Jakob Fried, pittore tedesco († 1870)
- 1804 - Alessandro Michelini, politico italiano († 1864)
- 1806 - Louis Boulanger, pittore, litografo e illustratore francese († 1867)
- 1806 - Giuseppe Moricci, pittore e disegnatore italiano († 1879)
- 1806 - Carlo Pellion di Persano, ammiraglio e politico italiano († 1883)
- 1808 - Agustín Morales, politico boliviano († 1872)
- 1809 - Louis-Constantin Boisselot, artigiano francese († 1850)
- 1809 - Alessandro Carlotti, politico italiano († 1867)
- 1809 - Giovanni Tonoli, organaro italiano († 1889)
- 1811 - Urbain Le Verrier, matematico e astronomo francese († 1877)
- 1811 - José Benito Serra, vescovo cattolico spagnolo († 1886)
- 1812 - James Speed, politico e avvocato statunitense († 1887)
- 1812 - William Vincent Wallace, compositore e musicista irlandese († 1865)
- 1813 - James Anderson, pittore e fotografo britannico († 1877)
- 1813 - Francesco Lamperti, compositore italiano († 1892)
- 1814 - Ludovico da Casoria, religioso italiano († 1885)
- 1818 - Antonio Bazzini, compositore e violinista italiano († 1897)
- 1818 - George Heming Mason, pittore britannico († 1872)
- 1818 - Marius Petipa, ballerino e coreografo francese († 1910)
- 1818 - Henri Sainte-Claire Deville, chimico francese († 1881)
- 1819 - Henry Tate, imprenditore e collezionista d'arte inglese († 1899)
- 1820 - Pietro Labriola, compositore e cantante italiano († 1900)
- 1820 - Walter Mantell, scienziato e politico neozelandese († 1895)
- 1821 - Churchill Babington, numismatico, botanico e micologo britannico († 1889)
- 1821 - Giuseppe Bacco, politico italiano († 1877)
- 1821 - Enrico Fardella, generale e politico italiano († 1892)
- 1822 - Joseph Louis François Bertrand, matematico francese († 1900)
- 1822 - Gennara di Braganza, principessa portoghese († 1901)
- 1823 - Ol'ga Nikolaevna Poltavševa, nobildonna e filantropa russa († 1880)
- 1824 - Aimé Gabriel Adolphe Bourgoin, pittore francese († 1874)
- 1824 - Ferdinand Philippe Carré, ingegnere francese († 1900)
- 1825 - Enrico Castellano, politico italiano († 1890)
- 1827 - Franz Magnus Böhme, musicologo e compositore tedesco († 1898)
- 1827 - Dudley FitzGerald-de Ros, XXIII barone de Ros, generale inglese († 1907)
- 1827 - Girolamo Rolandi, militare e politico italiano († 1899)
- 1832 - Heinrich Breitinger, storico della letteratura e filologo svizzero († 1882)
- 1832 - Mary Everest Boole, matematica e filosofa britannica († 1916)
- 1834 - Enrico Albanese, patriota e chirurgo italiano († 1889)
- 1835 - Filippo Teti, avvocato e politico italiano († 1902)
- 1836 - Samuel Duvall, arciere statunitense († 1908)
- 1836 - Wilhelmine von Hillern, attrice e scrittrice tedesca († 1916)
- 1838 - Ōkuma Shigenobu, politico giapponese († 1922)
- 1839 - Franz von Meran, conte austriaco († 1891)
- 1841 - Benedetto Menni, presbitero italiano († 1914)
- 1841 - Ludwig Munthe, pittore norvegese († 1896)
- 1842 - Leandro N. Alem, avvocato, politico e rivoluzionario argentino († 1896)
- 1842 - Amos Bernini, politico italiano († 1909)
- 1842 - Nicolaus Kleinenberg, zoologo e medico tedesco († 1897)
- 1843 - Paolo IV Esterházy, diplomatico e politico ungherese († 1898)
- 1843 - Harald Høffding, filosofo danese († 1931)
- 1846 - Max Fränkel, storico, filologo classico e epigrafista tedesco († 1903)
- 1847 - Sidney Sonnino, politico italiano († 1922)
- 1851 - Alessandro Pomè, direttore d'orchestra, compositore e scrittore italiano († 1934)
- 1851 - Friedrich Vogt, filologo e germanista tedesco († 1923)
- 1852 - Bruto Amante, scrittore italiano († 1923)
- 1853 - Salvatore Pincherle, matematico italiano († 1936)
- 1853 - Francesco Tedesco, politico italiano († 1921)
- 1854 - Federico Weil, banchiere e dirigente d'azienda italiano († 1919)
- 1855 - Guglielmo Michieli, scultore italiano († 1944)
- 1856 - Georges Petit, gallerista francese († 1920)
- 1856 - Stepa Stepanović, generale e politico serbo († 1929)
- 1858 - Tom Clarke, rivoluzionario irlandese († 1916)
- 1859 - Héctor Raphaël Quilliet, arcivescovo cattolico francese († 1928)
- 1861 - Francis Dhanis, militare belga († 1909)
- 1862 - Albert Tournaire, architetto francese († 1958)
- 1863 - Carlo Montanari, generale italiano († 1915)
- 1863 - Riccardo Pellegrini, pittore italiano († 1934)
- 1863 - Enrico San Martino Valperga, avvocato, dirigente d'azienda e politico italiano († 1947)
- 1863 - Sayaji Rao Gaekwad III, principe indiano († 1939)
- 1865 - Ferry Sikla, attore e regista tedesco († 1932)
- 1866 - Cornelia Antolini, scrittrice, insegnante e poetessa italiana († 1952)
- 1866 - Donato Bachi, imprenditore e politico italiano († 1952)
- 1867 - Charles Sorum, ginnasta e multiplista statunitense († 1935)
- 1870 - Louis Jean Baptist Bachelier, statistico e matematico francese († 1946)
- 1870 - Holger Rasmussen, regista e attore danese († 1926)
- 1870 - Herbert Sumney, golfista statunitense († 1935)
- 1872 - Siegfried Flesch, schermidore austriaco († 1939)
- 1873 - David Horsley, produttore cinematografico inglese († 1933)
- 1873 - Vincenzo Janfolla, avvocato e politico italiano († 1943)
- 1874 - Ellen Giles, giornalista, storico dell'arte e etnografa statunitense († 1914)
- 1874 - Charles Whitney Gilmore, paleontologo statunitense († 1945)
- 1874 - Charles Paumier du Verger, tiratore a segno belga
- 1875 - Narciso Alonso Cortés, saggista spagnolo († 1972)
- 1875 - Stub Wiberg, attore norvegese († 1929)
- 1876 - Georges Marçais, orientalista francese († 1962)
- 1876 - Kenneth Hayes Miller, pittore statunitense († 1952)
- 1876 - Michele Pane, poeta italiano († 1953)
- 1877 - Maurice Halbwachs, filosofo e sociologo francese († 1945)
- 1877 - Frederick Stapleton, nuotatore e pallanuotista britannico († 1939)
- 1877 - Oskar Ursinus, pioniere dell'aviazione e progettista tedesco († 1952)
- 1878 - Aldo Finzi, matematico italiano († 1934)
- 1879 - Antal Dovcsák, politico ungherese († 1962)
- 1879 - Adolfo Ravà, giurista italiano († 1957)
- 1881 - Viktor Esbensen, navigatore e esploratore norvegese († 1942)
- 1882 - Gunnar Kaasen, norvegese († 1960)
- 1882 - Floriano Ludwig, dirigente sportivo, allenatore di calcio e calciatore austriaco († 1967)
- 1882 - Joseph Marx, compositore, insegnante e critico musicale austriaco († 1964)
- 1882 - Ugo Santovito, generale italiano († 1943)
- 1883 - Charles Bilot, calciatore francese († 1912)
- 1883 - Paul Levi, politico tedesco († 1930)
- 1884 - Sheridan Downey, avvocato e politico statunitense († 1961)
- 1884 - Mario Falco, giurista italiano († 1943)
- 1885 - Mario Albertini, nuotatore italiano († 1957)
- 1885 - Malcolm Campbell, pilota automobilistico britannico († 1948)
- 1885 - Jean Houdemon, aviatore e generale francese († 1960)
- 1885 - Antonio de Hoyos y Vinent, giornalista e scrittore spagnolo († 1940)
- 1885 - Hans Leibelt, attore tedesco († 1974)
- 1885 - Frederick Parks, pugile britannico († 1945)
- 1886 - Edward Rydz-Śmigły, politico, generale e pittore polacco († 1941)
- 1886 - Luigi Salvatorelli, storico e giornalista italiano († 1974)
- 1887 - Al Ernest Garcia, attore statunitense († 1938)
- 1887 - Raoul Walsh, regista cinematografico, attore e sceneggiatore statunitense († 1980)
- 1888 - Hermann Garrn, calciatore tedesco († 1964)
- 1889 - Charles Bennett, attore neozelandese († 1943)
- 1889 - Paul Jaray, designer austriaco († 1974)
- 1889 - Earl Metcalfe, attore e regista statunitense († 1928)
- 1890 - Vannevar Bush, ingegnere statunitense († 1974)
- 1890 - Dorothy D. Houghton, attivista statunitense († 1972)
- 1891 - Wille Andersson, pallanuotista e nuotatore svedese († 1933)
- 1891 - Igino Balducci, poeta e scrittore italiano († 1974)
- 1891 - Mario Berlinguer, avvocato, giornalista e politico italiano († 1969)
- 1891 - Michael Polanyi, filosofo, economista e chimico ungherese († 1976)
- 1891 - Basil Williams, pattinatore artistico su ghiaccio britannico († 1951)
- 1892 - Guglielmo Fornagiari, militare e aviatore italiano († 1956)
- 1892 - Lucien Levy, ingegnere elettrico francese († 1965)
- 1892 - Marina Petrovna Romanova, nobile russa († 1981)
- 1892 - Tadeusz Tański, ingegnere polacco († 1941)
- 1892 - Carlo Vigevani, calciatore italiano († 1917)
- 1892 - Morikazu Ōsugi, ammiraglio giapponese († 1948)
- 1893 - Charles Delporte, schermidore belga († 1960)
- 1893 - Einar Olsen, ginnasta danese († 1949)
- 1893 - Leopold Szondi, psichiatra ungherese († 1986)
- 1894 - René Bauwens, pallanuotista belga († 1959)
- 1894 - Vilmos Engel, calciatore ungherese († 1970)
- 1894 - Otto Grotewohl, politico tedesco († 1964)
- 1894 - Emil Thuy, aviatore e ufficiale tedesco († 1930)
- 1895 - Ruggero Bauli, pasticciere e imprenditore italiano († 1985)
- 1895 - Bruno Bonazzelli, ingegnere e divulgatore scientifico italiano († 1984)
- 1895 - Liliana Castagnola, cantante e soubrette italiana († 1930)
- 1895 - Shemp Howard, attore e comico statunitense († 1955)
- 1896 - Alfredo Barbacci, ingegnere e architetto italiano († 1989)
- 1896 - Maria Bertolani, pittrice italiana († 1960)
- 1896 - Akseli Roine, ginnasta finlandese († 1944)
- 1896 - Caesar von Hofacker, militare tedesco († 1944)
- 1897 - Henry Cowell, compositore, teorico musicale e pianista statunitense († 1965)
- 1897 - Michail Grigor'evič Efremov, generale sovietico († 1942)
- 1897 - Giampiero Murer, calciatore italiano († 1957)
- 1898 - Leonardo Cominotto, pittore italiano († 1966)
- 1898 - Dorothy Gish, attrice, sceneggiatrice e regista statunitense († 1968)
- 1898 - Miff Mole, trombonista e direttore d'orchestra statunitense († 1961)
- 1898 - Giuseppe Pasquali, militare italiano († 1941)
- 1899 - Luigi Conti, militare e aviatore italiano († 1926)
- 1899 - Federico IX di Danimarca, re danese († 1972)
- 1899 - Giacomo Magioncalda, calciatore italiano
- 1899 - Carlo Tamberlani, attore italiano († 1980)
- 1899 - Huck Woodman, hockeista su ghiaccio canadese († 1963)
- 1900 - Antonio Arrillaga, calciatore spagnolo († 1963)
- 1900 - Alfredo Dinale, ciclista su strada e pistard italiano († 1976)
- 1900 - Charley Lincoln, musicista statunitense († 1963)

## XX secolo(927)
- 1901 - Aleramo Incisa Beccaria, militare italiano († 1936)
- 1901 - Al LeConey, velocista statunitense († 1959)
- 1901 - Vittorio Santoli, germanista, filologo e critico letterario italiano († 1971)
- 1902 - Paulo Innocenti, allenatore di calcio e calciatore brasiliano († 1983)
- 1902 - Felice Montagnini, compositore e direttore d'orchestra italiano († 1966)
- 1903 - Roy Clark, attore neozelandese († 1993)
- 1903 - Otto Faist, allenatore di calcio tedesco († 1946)
- 1903 - Antonio Gasparetti, ispanista e traduttore italiano († 1978)
- 1903 - Ronald Syme, storico neozelandese († 1989)
- 1903 - Robert T'Sas, schermidore belga († 1981)
- 1903 - Carlo Varese, pittore italiano († 1977)
- 1903 - Lawrence Welk, musicista, direttore d'orchestra e showman statunitense († 1992)
- 1904 - Giuseppe Andaloro, brigante italiano († 1968)
- 1904 - Hilde Bruch, psichiatra statunitense († 1984)
- 1904 - Harold Cherniss, filosofo e storico statunitense († 1987)
- 1904 - Corrado Gariglio, calciatore italiano
- 1904 - Albrecht von Hagen, giurista tedesco († 1944)
- 1904 - Giulio Cesare Uccellini, educatore italiano († 1957)
- 1905 - Bice Bisordi, scultrice italiana († 1998)
- 1905 - Francisco Da Silva Marques, calciatore portoghese († 1968)
- 1906 - Beppo Brem, attore tedesco († 1990)
- 1906 - Zino Davidoff, imprenditore svizzero († 1994)
- 1906 - Luigi Poggi, velista italiano († 1962)
- 1906 - Giacomo Tomasini, calciatore italiano († 1980)
- 1907 - Heinz Brandt, militare e cavaliere tedesco († 1944)
- 1907 - Helmuth James Graf von Moltke, giurista e avvocato tedesco († 1945)
- 1907 - Jessie Matthews, attrice, ballerina e cantante inglese († 1981)
- 1907 - Georg Maurer, poeta e saggista tedesco († 1971)
- 1907 - Félicien Vervaecke, ciclista su strada belga († 1986)
- 1908 - Umberto Bardelli, ufficiale italiano († 1944)
- 1908 - Willi Kund, calciatore tedesco († 1967)
- 1908 - Alfredo Mezio, giornalista, critico letterario e critico d'arte italiano († 1978)
- 1908 - Matti Sippala, giavellottista e multiplista finlandese († 1997)
- 1908 - Frank Smith, fumettista statunitense († 1986)
- 1908 - Sonny Boy Williamson II, cantante e compositore statunitense († 1965)
- 1908 - Wilhelm Zoepf, militare tedesco († 1980)
- 1909 - Lauri Lehtinen, calciatore finlandese († 1991)
- 1909 - Ādolfs Sīmanis, calciatore lettone († 1979)
- 1910 - Roberto Gayón, calciatore messicano († 2006)
- 1910 - Robert Havemann, chimico tedesco († 1982)
- 1910 - Konstantin Konstantinovič Kokkinaki, aviatore sovietico († 1990)
- 1910 - Giacinta Marto, portoghese († 1920)
- 1910 - Nisa, paroliere e disegnatore italiano († 1969)
- 1910 - Manuel Soares dos Reis, calciatore portoghese († 1990)
- 1910 - Léonard Steyaert, pugile belga
- 1911 - Ugo Ceccarelli, pentatleta italiano († 1940)
- 1911 - Alba de Céspedes, scrittrice, poetessa e partigiana italiana († 1997)
- 1911 - Haim Cohn, giurista, politico e saggista israeliano († 2002)
- 1911 - Paolo Filiasi Carcano, filosofo italiano († 1977)
- 1911 - Ida Simons, pianista e scrittrice olandese († 1960)
- 1911 - Cherubino Staldi, scacchista italiano († 2002)
- 1911 - Innozenz Stangl, ginnasta tedesco († 1991)
- 1912 - Loris Annibaldi, medico e militare italiano († 1940)
- 1912 - Andrea Ghetti, presbitero, educatore e attivista italiano († 1980)
- 1912 - Wálter Guevara Arze, politico boliviano († 1996)
- 1912 - Paul Janes, allenatore di calcio e calciatore tedesco († 1987)
- 1912 - Xavier Montsalvatge, compositore spagnolo († 2002)
- 1912 - Matylda Pálfyová, ginnasta cecoslovacca († 1944)
- 1912 - Gyula Seres, calciatore ungherese († 1975)
- 1914 - Bernard Antoinette, calciatore francese († 2008)
- 1914 - Erminio Bolzan, pugile italiano († 1993)
- 1914 - Élisabeth Boselli, aviatrice e militare francese († 2005)
- 1914 - William Lloyd Webber, organista e compositore britannico († 1982)
- 1914 - Álvaro del Portillo, vescovo cattolico e ingegnere spagnolo († 1994)
- 1915 - Gaetano Afeltra, giornalista e scrittore italiano († 2005)
- 1915 - Bronislao Kostkowski, religioso polacco († 1942)
- 1915 - Karl Krolow, poeta tedesco († 1999)
- 1915 - Joseph Licklider, informatico e psicologo statunitense († 1990)
- 1916 - Ferdy Mayne, attore tedesco († 1998)
- 1916 - Giuseppe Tonello, calciatore e allenatore di calcio italiano († 1985)
- 1916 - Harold Wilson, politico britannico († 1995)
- 1917 - Earl Bellamy, regista statunitense († 2003)
- 1917 - Carlos Blanco Hernández, sceneggiatore spagnolo († 2013)
- 1917 - Piero Tempesti, astronomo italiano († 2011)
- 1918 - Istvan Frank, filologo ungherese († 1955)
- 1918 - Pino Gallotti, alpinista e ingegnere chimico italiano († 2008)
- 1918 - Thomas Gordon, psicologo statunitense († 2002)
- 1918 - Fermo Ognibene, militare e partigiano italiano († 1944)
- 1919 - Mercer Ellington, trombettista e compositore statunitense († 1996)
- 1919 - Daniele Natale, religioso italiano († 1994)
- 1920 - Nicolaas Bloembergen, fisico olandese († 2017)
- 1920 - Kenneth Dover, filologo classico e grecista britannico († 2010)
- 1920 - Dennis Joseph Enright, poeta e romanziere britannico († 2002)
- 1920 - Benjamin Ferencz, giurista ungherese († 2023)
- 1920 - Dino Pieraccioni, filologo classico, grecista e grammatico italiano († 1989)
- 1920 - Sacha Pitoëff, attore e regista francese († 1990)
- 1920 - Gérard Tichy, attore tedesco († 1992)
- 1920 - Angelo Vidoletti, militare italiano († 1941)
- 1921 - Roberto Croci, calciatore italiano
- 1921 - Frank Harary, matematico e informatico statunitense († 2005)
- 1921 - Astor Piazzolla, musicista, compositore e arrangiatore argentino († 1992)
- 1921 - Antonio Randi, lottatore italiano († 1998)
- 1922 - Giuseppe Baldini, calciatore e allenatore di calcio italiano († 2009)
- 1922 - Cornelius Castoriadis, filosofo, sociologo e economista greco († 1997)
- 1922 - José Luis López Vázquez, attore spagnolo († 2009)
- 1922 - Abdul Razak Hussein, politico malese († 1976)
- 1923 - Agatha Barbara, politica maltese († 2002)
- 1923 - Louise Brough, tennista statunitense († 2014)
- 1923 - Giovanna Cau, avvocata italiana († 2020)
- 1923 - Horst Fügner, pilota motociclistico tedesco († 2014)
- 1923 - Guelfo Enrico di Hannover, principe tedesco († 1997)
- 1923 - Robert Muller, filosofo e politico belga († 2010)
- 1923 - Paul Müller, attore svizzero († 2016)
- 1923 - Alberico Sala, scrittore, poeta e critico d'arte italiano († 1991)
- 1923 - Fedor Kuz'mic Suskov, scultore, pittore e architetto russo († 2006)
- 1923 - Alice von Hildebrand, filosofa e teologa belga († 2022)
- 1924 - Franco Basaglia, psichiatra e neurologo italiano († 1980)
- 1924 - Tim Flock, pilota automobilistico statunitense († 1998)
- 1924 - Jaroslav Lukavský, pittore, illustratore e grafico ceco († 1984)
- 1924 - Jackie Milburn, calciatore e allenatore di calcio inglese († 1988)
- 1924 - Orlando Polmonari, ginnasta italiano († 2014)
- 1924 - Flavio Pontello, imprenditore italiano († 2006)
- 1924 - Jozef Tomko, cardinale e arcivescovo cattolico slovacco († 2022)
- 1925 - Romano Broggini, linguista e filologo svizzero († 2014)
- 1925 - Margaret Dayhoff, fisica e biochimica statunitense († 1983)
- 1925 - Peter R. Hunt, regista britannico († 2002)
- 1925 - Joachim Näther, architetto tedesco († 2009)
- 1925 - İlhan Selçuk, giornalista e scrittore turco († 2010)
- 1925 - Rodney Wilkes, sollevatore trinidadiano († 2014)
- 1926 - Ralph Abernathy, attivista statunitense († 1990)
- 1926 - Tito Amodei, scultore, pittore e critico d'arte italiano († 2018)
- 1926 - Denys Carnill, hockeista su prato britannico († 2016)
- 1926 - Edward Jaworski, pallanuotista statunitense († 2008)
- 1926 - Georgij Jumatov, attore sovietico († 1997)
- 1926 - Paul Paviot, regista e sceneggiatore francese († 2017)
- 1926 - Thomas Starzl, medico statunitense († 2017)
- 1926 - Elios Vaccari, calciatore italiano († 2005)
- 1926 - Dennis Wilshaw, calciatore inglese († 2004)
- 1927 - Mario Baroni, ciclista su strada italiano († 1994)
- 1927 - Vince Boryla, cestista, allenatore di pallacanestro e dirigente sportivo statunitense († 2016)
- 1927 - Odette Drand, schermitrice francese († 2019)
- 1927 - Han Drijver, hockeista su prato olandese († 1986)
- 1927 - Joachim Fuchsberger, attore tedesco († 2014)
- 1927 - Enzo Mazzi, presbitero italiano († 2011)
- 1927 - Freda Meissner-Blau, attivista e politica austriaca († 2015)
- 1927 - Günter Rittner, pittore e illustratore tedesco († 2020)
- 1927 - Joan Segarra, calciatore e allenatore di calcio spagnolo († 2008)
- 1927 - Luca Sportelli, attore italiano († 1999)
- 1927 - Josep Maria Subirachs, scultore, pittore e scenografo spagnolo († 2014)
- 1928 - Valerie French, attrice britannica († 1990)
- 1928 - June Maston, velocista australiana († 2004)
- 1928 - Albert Salmi, attore statunitense († 1990)
- 1928 - Frederick Stafford, attore austriaco († 1979)
- 1928 - Zhao Lirong, attrice e cantante cinese († 2000)
- 1929 - Al'bert Azarjan, ginnasta sovietico († 2023)
- 1929 - Derek Benfield, attore e drammaturgo britannico († 2009)
- 1929 - George Bălan, filosofo, musicologo e aforista rumeno († 2022)
- 1929 - Timothy Carey, attore statunitense († 1994)
- 1929 - Mick Clavan, calciatore olandese († 1983)
- 1929 - Pino Ferrara, attore e doppiatore italiano († 2011)
- 1929 - Leonardo Melandri, politico italiano († 2005)
- 1929 - Alfred Tonello, ciclista su strada francese († 1996)
- 1929 - Józef Zapędzki, tiratore a segno polacco († 2022)
- 1930 - Tommy Casey, calciatore nordirlandese († 2009)
- 1930 - Claude Jutra, regista, attore e sceneggiatore canadese († 1986)
- 1930 - Smail Hamdani, politico algerino († 2017)
- 1930 - Jurij Krylov, hockeista su ghiaccio sovietico († 1979)
- 1930 - Troy Ruttman, pilota automobilistico statunitense († 1997)
- 1931 - Gerhard J. Bellinger, storico delle religioni e teologo tedesco († 2020)
- 1931 - Ion Besoiu, attore rumeno († 2017)
- 1931 - Diane Brewster, attrice statunitense († 1991)
- 1931 - Marisa Del Frate, cantante, attrice e showgirl italiana († 2015)
- 1931 - Heinz-Dietrich Doebner, fisico tedesco († 2022)
- 1931 - Janosch, scrittore, drammaturgo e illustratore tedesco
- 1931 - Rupert Murdoch, editore, imprenditore e produttore televisivo australiano
- 1932 - Lawrence Harrison, politologo statunitense († 2015)
- 1932 - Leroy Jenkins, violinista, violista e compositore statunitense († 2007)
- 1932 - Bodil Kjær, designer e architetto danese
- 1932 - Nigel Lawson, politico britannico († 2023)
- 1932 - Leandro Manfrini, giornalista e scrittore svizzero († 2016)
- 1932 - Martin Richards, produttore cinematografico statunitense († 2012)
- 1933 - Walter Brueggemann, insegnante, teologo e biblista statunitense († 2025)
- 1933 - Alfonso Buonocore, nuotatore e pallanuotista italiano († 2023)
- 1933 - Massimo Coen, violinista, musicista e compositore italiano († 2017)
- 1933 - Léa Garcia, attrice brasiliana († 2023)
- 1933 - Sandra Milo, attrice e conduttrice televisiva italiana († 2024)
- 1933 - Gianroberto Scarcia, orientalista, linguista e traduttore italiano († 2018)
- 1934 - Roger Coggio, attore, regista e sceneggiatore francese († 2001)
- 1934 - Gipo Farassino, cantautore, attore e politico italiano († 2013)
- 1934 - Dilys Laye, attrice britannica († 2009)
- 1934 - Jean Leering, docente olandese († 2005)
- 1934 - Ingrid Lotz, ex discobola tedesca
- 1935 - Óscar Aguilera, calciatore paraguaiano († 1979)
- 1935 - Antonio Jasso, calciatore messicano († 2013)
- 1935 - Nancy Kovack, attrice statunitense
- 1935 - Ernst Lindner, calciatore tedesco orientale († 2012)
- 1936 - Omar Corbatta, calciatore argentino († 1991)
- 1936 - Hollis Frampton, regista e attore statunitense († 1984)
- 1936 - Miroslav Košuta, poeta e scrittore italiano
- 1936 - Shellie McMillon, cestista statunitense († 1980)
- 1936 - Eddie Mizzi, ex calciatore maltese
- 1936 - José Mojica Marins, regista, attore e showman brasiliano († 2020)
- 1936 - Lajos Nagy, ex pallanuotista e allenatore di pallanuoto tedesco
- 1936 - Vela Penčeva, ex cestista bulgara
- 1936 - Antonin Scalia, avvocato e magistrato statunitense († 2016)
- 1936 - Harald zur Hausen, medico tedesco († 2023)
- 1937 - Jovan Divjak, generale e scrittore jugoslavo († 2021)
- 1937 - Gennadij Gusarov, calciatore sovietico († 2014)
- 1937 - Carlos Larrañaga, attore spagnolo († 2012)
- 1937 - Laura Lilli, giornalista e scrittrice italiana († 2014)
- 1937 - Lorne Loomer, canottiere canadese († 2017)
- 1937 - Giorgio Muzzi, allenatore di pallavolo e pallavolista italiano († 2012)
- 1937 - Gabriele Panizzi, politico italiano
- 1937 - Milan Vukčević, scacchista, compositore di scacchi e ingegnere jugoslavo († 2003)
- 1937 - Aleksandra Zabelina, schermitrice sovietica († 2022)
- 1938 - Margherita Boniver, politica italiana
- 1938 - Pier Ugo Calzolari, ingegnere italiano († 2012)
- 1938 - Viktor Konovalenko, hockeista su ghiaccio sovietico († 1996)
- 1938 - Jackie Moreland, cestista statunitense († 1971)
- 1938 - Carlo Porciani, fumettista italiano († 2015)
- 1938 - Suhaila Siddiq, politica, medico e militare afghana († 2020)
- 1938 - Brian Skyrms, logico e filosofo statunitense
- 1938 - Thio Gim Hock, pallanuotista singaporiano († 2020)
- 1938 - Christian Wolff, attore e doppiatore tedesco
- 1938 - Roberto Zanetti, critico musicale, musicologo e docente italiano († 2024)
- 1939 - Flaco Jiménez, fisarmonicista statunitense († 2025)
- 1939 - Orlando Beltran Quevedo, cardinale e arcivescovo cattolico filippino
- 1939 - Jacques Santi, attore francese († 1988)
- 1939 - Suki Schorer, danzatrice, docente e scrittrice statunitense
- 1939 - John C. Wells, esperantista e linguista britannico
- 1940 - Derek Deadman, attore britannico († 2014)
- 1940 - Gilda Jannaccone, ex mezzofondista e velocista italiana
- 1940 - David Jones, velocista britannico († 2023)
- 1940 - Giulia Lorenzoni, ex schermitrice italiana
- 1940 - Emperatriz Mendoza, ex cestista peruviana
- 1940 - Georgios Metallinos, presbitero, teologo e storico greco († 2019)
- 1941 - Remo Golfarini, ex pugile italiano
- 1941 - Gilbert Perrucconi, ex calciatore italiano
- 1941 - Cochi Ponzoni, comico, cabarettista e cantante italiano
- 1941 - David Provan, allenatore di calcio e calciatore scozzese († 2016)
- 1941 - Giancarlo Rostirolla, musicologo italiano
- 1942 - Marcus Borg, biblista e scrittore statunitense († 2015)
- 1942 - Joe Brainard, poeta, scrittore e pittore statunitense († 1994)
- 1942 - Peter Eyre, attore statunitense
- 1942 - Paul Leduc, regista, sceneggiatore e produttore cinematografico messicano († 2020)
- 1942 - Carla Rocchi, antropologa e politica italiana
- 1942 - Margo Walters, sciatrice alpina e dirigente sportiva statunitense († 2024)
- 1942 - Willi Weber, imprenditore tedesco
- 1943 - Attilio Benfatto, ciclista su strada e pistard italiano († 2017)
- 1943 - Nevio De Zordo, bobbista italiano († 2014)
- 1943 - Raymond Delisle, ciclista su strada francese († 2013)
- 1943 - John Thomas Draper, programmatore e hacker statunitense
- 1943 - Rolf Groven, pittore norvegese († 2025)
- 1943 - Carol-Ann Kalogeropoulos, ex tennista statunitense
- 1943 - Terry Kunze, ex cestista statunitense
- 1943 - Laís Elena Aranha da Silva, cestista brasiliana († 2019)
- 1943 - Emiliano Mascetti, calciatore e dirigente sportivo italiano († 2022)
- 1943 - Arturo Merzario, ex pilota automobilistico italiano
- 1943 - Heinz-Ulrich Walther, ex pattinatore artistico su ghiaccio tedesco
- 1944 - Terry Anderson, calciatore inglese († 1980)
- 1944 - Kim In-geon, ex cestista e allenatore di pallacanestro sudcoreano
- 1944 - Lutz Mackensy, attore e doppiatore tedesco
- 1944 - Giuseppe Maschi, ex calciatore italiano
- 1945 - Felice Accame, saggista italiano
- 1945 - Silvio Hénin, storico, biologo e informatico italiano († 2022)
- 1945 - Pirri, ex calciatore spagnolo
- 1945 - Jean-Yves Mitton, fumettista francese
- 1945 - Tricia O'Neil, attrice statunitense
- 1945 - Micaela Pignatelli, attrice, doppiatrice e dialoghista italiana († 2023)
- 1946 - Carlo Boso, attore e regista italiano
- 1946 - Ovie Carter, fotografo statunitense
- 1946 - Mark Metcalf, attore statunitense
- 1946 - Firmin Onissah, ex cestista francese
- 1946 - Carlo Ossola, filologo e critico letterario italiano
- 1946 - Hristo Projkov, vescovo cattolico bulgaro
- 1947 - Joe Coen, attore statunitense († 2016)
- 1947 - Eugenio De Signoribus, poeta italiano
- 1947 - Flaminia Morandi, scrittrice, giornalista e conduttrice radiofonica italiana
- 1947 - Tristan Murail, compositore francese
- 1947 - Giulio Sapelli, economista, storico e dirigente d'azienda italiano
- 1947 - David Stewart, calciatore scozzese († 2018)
- 1947 - Blue Weaver, tastierista e compositore gallese
- 1947 - Alan Yentob, manager e conduttore televisivo britannico († 2025)
- 1948 - Roy Barnes, politico statunitense
- 1948 - Vito Callioni, ex calciatore e allenatore di calcio italiano
- 1948 - George Kooymans, cantante e chitarrista olandese († 2025)
- 1948 - Franz Lambert, compositore tedesco
- 1948 - Jim McMillian, cestista statunitense († 2016)
- 1948 - Jan Schelhaas, tastierista e compositore britannico
- 1948 - Fredo Valla, regista e sceneggiatore italiano
- 1949 - Roger Jouve, ex calciatore francese
- 1949 - Griselda Pollock, storica dell'arte e sociologa britannica
- 1949 - Sam Tsemberis, psicologo e psichiatra canadese
- 1949 - Werner Weist, calciatore tedesco († 2019)
- 1950 - Fernando Gentil, ex tennista brasiliano
- 1950 - Irène Guidotti, ex cestista francese
- 1950 - Abderrezak Harb, ex calciatore algerino
- 1950 - Bobby McFerrin, cantante, compositore e direttore d'orchestra statunitense
- 1950 - Jim Steele, ex calciatore scozzese
- 1950 - Jerry Zucker, regista, sceneggiatore e produttore cinematografico statunitense
- 1951 - Iraj Danaeifard, calciatore iraniano († 2018)
- 1951 - Steve David, ex calciatore trinidadiano
- 1951 - Dominique Sanda, attrice francese
- 1951 - Yvonne Waters, ex cestista australiana
- 1951 - Atet Wijono, ex tennista indonesiano
- 1952 - Douglas Adams, scrittore, sceneggiatore e umorista britannico († 2001)
- 1952 - Pier Paolo Bianchi, pilota motociclistico italiano
- 1952 - John Brownlie, allenatore di calcio e ex calciatore scozzese
- 1952 - Pasquale Cascella, giornalista e politico italiano
- 1952 - Walter Cinciripini, ex arbitro di calcio italiano
- 1952 - Rod Derline, ex cestista statunitense
- 1952 - James Fleet, attore britannico
- 1952 - Giancarlo Giudice, serial killer italiano
- 1952 - Andreas Kronthaler, tiratore a segno austriaco († 2025)
- 1952 - Joel Lucas, ex mezzofondista francese
- 1952 - Claes Malmberg, ex calciatore svedese
- 1952 - Ricardo Martinelli, politico e imprenditore panamense
- 1952 - Marcello Mencarini, fotografo e giornalista italiano
- 1952 - Generoso Pompa, pittore italiano
- 1952 - Susan Richardson, attrice statunitense
- 1952 - Marjolijn Verspoor, linguista olandese
- 1953 - Carole André, attrice francese
- 1953 - László Bölöni, allenatore di calcio e ex calciatore rumeno
- 1953 - Derek Daly, ex pilota automobilistico irlandese
- 1953 - Robert Fleischman, cantante statunitense
- 1953 - Jimmy Iovine, produttore discografico e imprenditore statunitense
- 1953 - Jürgen Kurths, fisico e matematico tedesco
- 1953 - Federico Luci, grafico e direttore artistico italiano
- 1953 - Carlo Pileri, sindacalista, scrittore e numismatico italiano
- 1953 - Ilona Richter, ex canottiera tedesca
- 1953 - Filipe Soares Franco, dirigente sportivo, dirigente d'azienda e politico portoghese
- 1953 - Ludovico Speranza, criminale italiano
- 1954 - Stephen Bogardus, attore e cantante statunitense
- 1954 - Giovanni Nadiani, germanista, traduttore e poeta italiano († 2016)
- 1954 - David Newman, compositore e direttore d'orchestra statunitense
- 1954 - Gale Norton, politica e avvocato statunitense
- 1955 - Tom Barker, ex cestista statunitense
- 1955 - Leslie Cliff, ex nuotatrice canadese
- 1955 - Nina Hagen, cantautrice e attrice tedesca
- 1955 - Giuseppe Martinelli, dirigente sportivo e ex ciclista su strada italiano
- 1955 - Joseph Siravo, attore statunitense († 2021)
- 1955 - Broderick Soncuaco Pabillo, vescovo cattolico filippino
- 1955 - Ernst Winkler, ex sciatore alpino austriaco
- 1956 - Willie Banks, ex triplista statunitense
- 1956 - Curtis Brown, ex astronauta statunitense
- 1956 - Txema Foronda, pilota di rally spagnolo
- 1956 - Daniel Francovig, ex calciatore uruguaiano
- 1956 - Ivo Iaconi, allenatore di calcio e ex calciatore italiano
- 1956 - Theodoros Kontidis, arcivescovo cattolico e religioso greco
- 1956 - Gregorio Manzano, allenatore di calcio spagnolo
- 1956 - Sofía Morfín, ex cestista messicana
- 1956 - Rob Paulsen, attore e doppiatore statunitense
- 1957 - Elena Achmylovskaja, scacchista statunitense († 2012)
- 1957 - Luca Archibugi, scrittore, autore televisivo e regista italiano
- 1957 - Nancy Átiez, cestista cubana († 2016)
- 1957 - Dirk Braunleder, ex nuotatore tedesco
- 1957 - Laura De Luca, giornalista italiana
- 1957 - Michel Dessureault, ex schermidore canadese
- 1957 - Gabriele Kühn, ex canottiera tedesca
- 1957 - Cheryl Lynn, cantante statunitense
- 1957 - Marco Marcolin, politico italiano
- 1957 - Sajncho Namčylak, cantante russa
- 1957 - Isabel Ordaz, attrice spagnola
- 1957 - Pavel Pavel, ingegnere e archeologo ceco
- 1957 - Víctor Rangel, ex calciatore messicano
- 1957 - Massimo Rocchi, attore, comico e regista italiano
- 1957 - Qasem Soleimani, generale e agente segreto iraniano († 2020)
- 1957 - The Lady Chablis, attrice, scrittrice e cantante statunitense († 2016)
- 1958 - Riccardo Bocchini, scenografo e architetto italiano
- 1958 - Martina Ellmer, ex sciatrice alpina austriaca
- 1958 - Johnny Jameson, ex calciatore nordirlandese
- 1958 - Anissa Jones, attrice statunitense († 1976)
- 1958 - Eddie Lawson, pilota motociclistico statunitense
- 1958 - John O'Neill, ex calciatore nordirlandese
- 1958 - Andrew Rein, ex lottatore statunitense
- 1958 - Ghazi Mash'al Ajil al-Yawar, politico iracheno
- 1959 - Abdelhak Achik, ex pugile marocchino
- 1959 - Serhij Baškyrov, calciatore ucraino († 2023)
- 1959 - Ciro De Leva, ex pugile italiano
- 1959 - Fiona Easdale, ex sciatrice alpina britannica
- 1959 - David Edelstein, critico cinematografico, giornalista e scrittore statunitense
- 1959 - Maria Epple, ex sciatrice alpina tedesca
- 1959 - Rod Gilfry, baritono statunitense
- 1959 - Nina Hartley, attrice pornografica e regista statunitense
- 1959 - Ichirō Itano, regista, produttore cinematografico e animatore giapponese
- 1959 - Martin Loeb, attore francese († 2025)
- 1959 - Manuel Negrete, ex calciatore messicano
- 1959 - Lucía Ramírez, attrice e attrice pornografica dominicana
- 1959 - Dejan Stojanović, poeta, scrittore e saggista serbo
- 1960 - Maurizio Colombo, fumettista italiano
- 1960 - Simon Curtis, regista, produttore televisivo e produttore cinematografico britannico
- 1960 - Christophe Gans, regista, sceneggiatore e critico cinematografico francese
- 1960 - Carlo Gentile, storico italiano
- 1960 - Robert Glenister, attore inglese
- 1960 - Sharon Jordan, attrice statunitense
- 1960 - Dianne Lehodey, ex sciatrice alpina canadese
- 1960 - Tommy Nilsson, cantante svedese
- 1960 - Jun'ichi Satō, regista e animatore giapponese
- 1960 - Warwick Taylor, ex rugbista a 15 neozelandese
- 1960 - Ferruccio Tozzi, ex rugbista a 15 e allenatore di rugby a 15 italiano
- 1961 - Franck Biancheri, politico francese († 2012)
- 1961 - Sergio Domini, ex calciatore italiano
- 1961 - Brent Huff, attore, sceneggiatore e regista statunitense
- 1961 - Elias Koteas, attore canadese
- 1961 - Maria Marello, ex discobola italiana
- 1961 - Mohammed bin Zayed Al Nahyan, generale e politico emiratino
- 1961 - Tom Mueller, ingegnere statunitense
- 1961 - Joaquin Pauls Bosch, allenatore di hockey su pista e ex hockeista su pista spagnolo
- 1961 - Bruno Podalydès, attore, regista e sceneggiatore francese
- 1961 - Riccardo Quinto, storico della filosofia italiano († 2014)
- 1961 - Laura Sadis, politica svizzera
- 1961 - Lucio Serrani, ex martellista italiano
- 1961 - Alberto Terrile, fotografo italiano
- 1961 - Aleksandr Vojtinskij, regista e produttore discografico russo
- 1961 - Carla Wieser, ex ginnasta italiana
- 1962 - Maria Laura Alberti, ex sciatrice alpina italiana
- 1962 - Barbara Alyn Woods, attrice statunitense
- 1962 - Kjell Berg, giocatore di curling norvegese
- 1962 - Mary Gauthier, cantautrice statunitense
- 1962 - Matt Mead, politico statunitense
- 1962 - Jeffrey Nordling, attore statunitense
- 1962 - Maria Paula Gonçalves da Silva, ex cestista brasiliana
- 1962 - Giampiero Rigosi, scrittore e sceneggiatore italiano
- 1962 - Ulrich Schreck, ex schermidore tedesco
- 1962 - Tom Sewell, ex cestista statunitense
- 1963 - Stefano Alleva, regista e sceneggiatore italiano
- 1963 - Bruno Astorre, politico italiano († 2023)
- 1963 - Gary Barnett, allenatore di calcio e ex calciatore inglese
- 1963 - Marco Bertozzi, regista cinematografico e storico del cinema italiano
- 1963 - Sylvia Bongo Ondimba, first lady e dirigente d'azienda gabonese
- 1963 - Luigi Casciello, politico e giornalista italiano
- 1963 - Luca Della Scala, ex calciatore italiano
- 1963 - Hugo Armando González, ex calciatore cileno
- 1963 - Azem Hajdari, politico albanese († 1998)
- 1963 - Alex Kingston, attrice britannica
- 1963 - David LaChapelle, fotografo e regista statunitense
- 1963 - Li Chunjiang, ex cestista e allenatore di pallacanestro cinese
- 1963 - Arman Melikyan, politico karabakho
- 1963 - Corrado Melis, vescovo cattolico italiano
- 1963 - Mark Morrison, allenatore di hockey su ghiaccio e ex hockeista su ghiaccio canadese
- 1963 - Roger Palmgren, allenatore di calcio e dirigente sportivo svedese
- 1963 - Marcos Pontes, astronauta e politico brasiliano
- 1963 - Marc Tarabella, politico belga
- 1963 - Rodolfo Tin, ex giocatore di calcio a 5 argentino
- 1963 - Grazia Toderi, artista italiana
- 1963 - Veronika Vitzthum, ex sciatrice alpina austriaca
- 1964 - Vinnie Paul, batterista statunitense († 2018)
- 1964 - Joel Benjamin, scacchista statunitense
- 1964 - Peter Berg, attore, regista e sceneggiatore statunitense
- 1964 - Libba Bray, scrittrice statunitense
- 1964 - Steffen Bringmann, ex velocista tedesco
- 1964 - Emma Chambers, attrice britannica († 2018)
- 1964 - Winsome Earle-Sears, politica giamaicana
- 1964 - Raimo Helminen, allenatore di hockey su ghiaccio e ex hockeista su ghiaccio finlandese
- 1964 - Christian Henn, ciclista su strada tedesco
- 1964 - Leena Lehtolainen, scrittrice finlandese
- 1964 - Paolo Pellegrin, fotografo italiano
- 1964 - Shane Richie, attore, comico e cantante britannico
- 1965 - Nigel Adkins, allenatore di calcio e ex calciatore inglese
- 1965 - Jarvis Basnight, ex cestista statunitense
- 1965 - Anatole Collinet Makosso, politico della Repubblica del Congo
- 1965 - Vittorio Cosma, tastierista, compositore e produttore discografico italiano
- 1965 - Martin Dejdar, attore, conduttore televisivo e doppiatore ceco
- 1965 - Caroline Delemer, ex pentatleta francese
- 1965 - Marco Franzoso, scrittore italiano
- 1965 - Catherine Fulop, attrice, fotografa e modella venezuelana
- 1965 - Frank Haith, allenatore di pallacanestro statunitense
- 1965 - Johnny Holland, ex giocatore di football americano e allenatore di football americano statunitense
- 1965 - Jesse Jackson, Jr., politico, attivista e scrittore statunitense
- 1965 - Eric Jelen, ex tennista tedesco
- 1965 - Shiho Kaneda, ex calciatrice giapponese
- 1965 - Erzsébet Kocsis, ex pallamanista ungherese
- 1965 - Wallace Langham, attore statunitense
- 1965 - Renato Lombardo, ex lottatore italiano
- 1965 - Hiroshi Mikitani, imprenditore e scrittore giapponese
- 1965 - Jenny Packham, stilista inglese
- 1965 - Gerolf Van de Perre, fumettista belga
- 1966 - Timothy Ray Brown, statunitense († 2020)
- 1966 - Greg Butler, ex cestista statunitense
- 1966 - Stéphane Demol, calciatore e allenatore di calcio belga († 2023)
- 1966 - Beatriz Ferrer-Salat, cavallerizza spagnola
- 1966 - Joe Hachem, giocatore di poker libanese
- 1966 - Junko Ishida, ex calciatrice giapponese
- 1966 - Erik Kessels, artista e designer olandese
- 1966 - Franco Orsi, politico italiano
- 1966 - Halvor Persson, ex saltatore con gli sci norvegese
- 1966 - Ralph Tamm, ex giocatore di football americano statunitense
- 1966 - John Thompson, allenatore di pallacanestro statunitense
- 1966 - Steve Weingart, tastierista statunitense
- 1966 - Julio Zamora, ex calciatore argentino
- 1966 - Īlias Zouros, allenatore di pallacanestro greco
- 1967 - Morio Asaka, regista giapponese
- 1967 - John Barrowman, attore, cantante e ballerino britannico
- 1967 - Sergej Bautin, hockeista su ghiaccio russo († 2022)
- 1967 - Im Ae-gyeong, ex cestista sudcoreana
- 1967 - Cynthia Klitbo, attrice messicana
- 1967 - Uli Kusch, batterista tedesco
- 1967 - Zsofia Lazăr-Szabo, ex schermitrice rumena
- 1967 - Ole Einar Martinsen, allenatore di calcio e ex calciatore norvegese
- 1967 - Kevin Schuler, ex rugbista a 15 e allenatore di rugby a 15 neozelandese
- 1967 - Massimo Susic, allenatore di calcio e ex calciatore italiano
- 1968 - Pep Cargol, dirigente sportivo, allenatore di pallacanestro e ex cestista spagnolo
- 1968 - Elena Glikina, ex schermitrice sovietica
- 1968 - Salvador Gómez, ex pallanuotista spagnolo
- 1968 - Lisa Loeb, cantautrice, attrice e conduttore televisivo statunitense
- 1968 - Dominic Mafham, attore inglese
- 1968 - Stefano Marra, ex calciatore italiano
- 1968 - Ian Piccard, ex sciatore alpino francese
- 1968 - Massimo Sertori, politico italiano
- 1969 - Domenico Angiulli, militare italiano
- 1969 - Diego Caverzan, allenatore di calcio e ex calciatore italiano
- 1969 - Álvaro Delgado Ceretta, politico uruguaiano
- 1969 - Pete Droge, cantautore statunitense
- 1969 - John Fina, ex giocatore di football americano statunitense
- 1969 - Terrence Howard, attore statunitense
- 1969 - Rami Jaffee, tastierista e produttore discografico statunitense
- 1969 - Michael Rulli, politico e imprenditore statunitense
- 1969 - Soraya, cantautrice, chitarrista e arrangiatrice statunitense († 2006)
- 1969 - Dragan Vukoja, ex calciatore croato
- 1970 - Saffet Akyüz, allenatore di calcio e ex calciatore turco
- 1970 - Karl Frenademez, ex snowboarder italiano
- 1970 - Michele Ivaldi, velista italiano
- 1970 - Thomas Stauch, musicista tedesco
- 1970 - Haris Zambarloukos, direttore della fotografia cipriota
- 1971 - Gülse Birsel, attrice e sceneggiatrice turca
- 1971 - Luigi Gresta, allenatore di pallacanestro e dirigente sportivo italiano
- 1971 - Jonas Karlsson, attore, drammaturgo e cantante svedese
- 1971 - Johnny Knoxville, personaggio televisivo, comico e attore statunitense
- 1971 - Gianluca Morozzi, scrittore, fumettista e musicista italiano
- 1971 - Paola Nurnberg, giornalista italiana
- 1971 - Martin Ručinský, ex hockeista su ghiaccio ceco
- 1971 - Steffen Wesemann, ex ciclista su strada tedesco
- 1971 - Roberto Zibetti, attore e regista teatrale italiano
- 1971 - Kokos Īlia, ex calciatore cipriota
- 1972 - Erkan Bektaş, attore e doppiatore turco
- 1972 - Mathilde Bonnefoy, montatrice francese
- 1972 - Benjamin Diamond, cantante francese
- 1972 - Karine Fauconnier, velista francese
- 1972 - Shigemitsu Harada, fumettista giapponese
- 1972 - Ua, cantante giapponese
- 1972 - Kazune Kawahara, fumettista giapponese
- 1972 - Paolo Ponzo, dirigente sportivo e calciatore italiano († 2013)
- 1972 - Lindsey Roberts, ex sciatrice alpina canadese
- 1972 - Eugenia Romanelli, scrittrice e giornalista italiana
- 1973 - Damián Álvarez Arcos, ex calciatore messicano
- 1973 - Thomas Christiansen, allenatore di calcio e ex calciatore danese
- 1973 - Martin Hiden, allenatore di calcio e ex calciatore austriaco
- 1973 - Iain McKinney, ex cestista britannico
- 1973 - Paweł Michalski, alpinista polacco
- 1973 - Makoto Minamiyama, ex cestista giapponese
- 1973 - Vedin Musić, ex calciatore bosniaco
- 1973 - Volodymyr Musolitin, ex calciatore ucraino
- 1973 - Tomasz Rząsa, ex calciatore polacco
- 1973 - Massimiliano Salini, politico italiano
- 1973 - Ippolito Sanfratello, ex pattinatore di velocità in-line e pattinatore di velocità su ghiaccio italiano
- 1973 - Ronny Støbakk, ex calciatore norvegese
- 1974 - Bobby Abreu, ex giocatore di baseball venezuelano
- 1974 - Gino Borsoi, ex pilota motociclistico e dirigente sportivo italiano
- 1974 - Sagid Murtazaliev, ex lottatore russo
- 1974 - Nicola Pederzolli, ex snowboarder austriaca
- 1974 - A-Do, cantante singaporiano
- 1975 - Fredrik Bekken, ex canottiere norvegese
- 1975 - David Cañada, ciclista su strada spagnolo († 2016)
- 1975 - Elena Fabbri, ex cestista italiana
- 1975 - Damiano Faggiano, ex cestista italiano
- 1975 - Cedric Henderson, ex cestista statunitense
- 1975 - David Pingree, pilota motociclistico statunitense
- 1975 - Buvajsar Sajtiev, lottatore e politico russo († 2025)
- 1975 - Shawn Springs, ex giocatore di football americano statunitense
- 1975 - Luz Valdenebro, attrice e modella spagnola
- 1975 - João Barbosa, pilota automobilistico portoghese
- 1976 - Nicola Canonico, attore e produttore teatrale italiano
- 1976 - Javier Casquero, ex calciatore spagnolo
- 1976 - Enrico Degano, ex ciclista su strada italiano
- 1976 - Mariana Díaz Oliva, ex tennista argentina
- 1976 - Diego Fajardo, ex cestista spagnolo
- 1976 - Thomas Gravesen, ex calciatore danese
- 1976 - Amanda Hopmans, ex tennista olandese
- 1976 - Vahid Jalilvand, regista, sceneggiatore e montatore iraniano
- 1976 - Arnas Kazlauskas, ex cestista lituano
- 1976 - Paul Keating, attore inglese
- 1976 - Mohammad Khamis, ex calciatore emiratino
- 1976 - Jalil Lespert, attore e regista francese
- 1976 - Bjarni Lárusson, ex calciatore islandese
- 1976 - Jordan Petkov, ex calciatore bulgaro
- 1977 - Nikki Andersson, ex attrice pornografica ungherese
- 1977 - Arsen Bagdasarýan, ex calciatore turkmeno
- 1977 - Nikki Budzinski, politica statunitense
- 1977 - Becky Hammon, ex cestista e allenatrice di pallacanestro statunitense
- 1977 - Michal Handzuš, hockeista su ghiaccio slovacco
- 1977 - Marco Kreuzpaintner, regista, sceneggiatore e produttore cinematografico tedesco
- 1977 - Kirby Law, ex hockeista su ghiaccio canadese
- 1977 - Park Jin-sub, ex calciatore sudcoreano
- 1977 - Sim Jae-won, ex calciatore sudcoreano
- 1977 - Eudy Simelane, calciatrice sudafricana († 2008)
- 1977 - Paolo Vivar, ex calciatore cileno
- 1978 - Alberto Delgado, ex calciatore cubano
- 1978 - Didier Drogba, dirigente sportivo e ex calciatore ivoriano
- 1978 - Craig Fairbaugh, chitarrista statunitense
- 1978 - Gaber Glavič, allenatore di hockey su ghiaccio e ex hockeista su ghiaccio sloveno
- 1978 - Albert Luque, ex calciatore spagnolo
- 1978 - Ousmane Sanou, ex calciatore burkinabé
- 1978 - Giuseppe Soria, giocatore di beach soccer e calciatore italiano
- 1978 - Riccardo Spairani, pallavolista italiano
- 1978 - Tao Wei, ex calciatore cinese
- 1979 - Jassim Mohammed Ghulam, calciatore iracheno
- 1979 - Fred Jones, ex cestista statunitense
- 1979 - Semën Leonidovič Kožin, pittore russo
- 1979 - Benji Madden, musicista statunitense
- 1979 - Joel Madden, cantante statunitense
- 1979 - José Mera, ex calciatore colombiano
- 1979 - Federico Molari, ex cestista italiano
- 1979 - Georgi Peev, ex calciatore bulgaro
- 1979 - Sonja Roman, ex mezzofondista slovena
- 1979 - Arturo Sanhueza, allenatore di calcio e ex calciatore cileno
- 1979 - Mirko Savini, allenatore di calcio e ex calciatore italiano
- 1979 - Kendall Simmons, ex giocatore di football americano statunitense
- 1980 - Rich Hill, giocatore di baseball statunitense
- 1980 - Eric Kwekeu, calciatore camerunese
- 1980 - Lara Lugli, ex pallavolista italiana
- 1980 - Shawn Mather, ex hockeista su ghiaccio canadese
- 1980 - Chantry Mvié Nguéma, ex calciatore gabonese
- 1980 - Beata Naigambo, maratoneta namibiana
- 1980 - Mark Rober, youtuber e ingegnere statunitense
- 1980 - Diego Romano, ex calciatore argentino
- 1980 - Antonio Saturno, compositore, direttore d'orchestra e chitarrista italiano
- 1980 - Paul Scharner, ex calciatore austriaco
- 1981 - David Anders, attore statunitense
- 1981 - Lee Evans, ex giocatore di football americano statunitense
- 1981 - Dino Fumaretto, cantautore e musicista italiano
- 1981 - Felik's Hakobyan, ex calciatore armeno
- 1981 - Anthony Hudson, allenatore di calcio e ex calciatore inglese
- 1981 - Luciano Bebê, ex calciatore brasiliano
- 1981 - Russell Lissack, chitarrista britannico
- 1981 - LeToya Luckett, cantautrice e attrice statunitense
- 1981 - Oliver Maric, ex calciatore croato
- 1981 - Vidar Martinsen, calciatore norvegese
- 1981 - Giampiero Pinzi, ex calciatore italiano
- 1981 - Roderick Riley, ex cestista statunitense
- 1981 - Nikola Šafarić, allenatore di calcio e ex calciatore croato
- 1981 - Matthias Schweighöfer, attore tedesco
- 1981 - Paul Wall, rapper, beatmaker e disc jockey statunitense
- 1981 - Michał Łasko, pallavolista polacco
- 1982 - Thora Birch, attrice statunitense
- 1982 - Cosimo Caliandro, mezzofondista italiano († 2011)
- 1982 - Marcus Campbell, ex cestista statunitense
- 1982 - Marquis Cooper, giocatore di football americano statunitense († 2009)
- 1982 - Sara D'Alessio, allenatrice di calcio e ex calciatrice italiana
- 1982 - Alexandre Geijo, ex calciatore spagnolo
- 1982 - Robbie Daymond, doppiatore statunitense
- 1982 - Latiff Janneh, ex calciatore gambiano
- 1982 - Jack Holiday, disc jockey e produttore discografico svizzero
- 1982 - Lindsey McKeon, attrice statunitense
- 1982 - Astrid Meloni, attrice italiana
- 1982 - Mircea Monroe, attrice e modella statunitense
- 1982 - Thomas Soltau, ex cestista e allenatore di pallacanestro danese
- 1982 - Ruslans Sorokins, giocatore di beach volley lettone
- 1982 - Adriana Zubiate, ex modella, conduttrice televisiva e ex cestista peruviana
- 1983 - Jadranko Bogičević, ex calciatore bosniaco
- 1983 - Sarah Clements, attrice statunitense
- 1983 - Lucy DeVito, attrice statunitense
- 1983 - Żaneta Glanc, discobola polacca
- 1983 - Lukáš Krajíček, hockeista su ghiaccio ceco
- 1983 - Anton Kur'janov, hockeista su ghiaccio russo
- 1983 - Kamil Kuzera, ex calciatore polacco
- 1983 - Cristian Malmagro, ex pallamanista spagnolo
- 1983 - Luca Tomasig, ex calciatore italiano
- 1983 - Gilberto Velásquez, ex calciatore paraguaiano
- 1984 - Cliff Clinkscales, ex cestista e allenatore di pallacanestro statunitense
- 1984 - Tina, cantante slovacca
- 1984 - Alex Gregory, canottiere britannico
- 1984 - Marc-André Grondin, attore canadese
- 1984 - Tom James, canottiere britannico
- 1984 - Gabriele Perico, ex calciatore italiano
- 1984 - Matías Quevedo, giocatore di calcio a 5 argentino
- 1984 - Justin Spring, ginnasta statunitense
- 1984 - Anna Tsuchiya, cantante e attrice giapponese
- 1984 - Lauren Wenger, ex pallanuotista statunitense
- 1984 - Ines Österle, ex calciatrice tedesca
- 1985 - Arooj Aftab, cantante, compositrice e produttrice discografica pakistana
- 1985 - Marshall Brown, ex cestista statunitense
- 1985 - Ian Burns, giocatore di snooker inglese
- 1985 - Chen Tao, allenatore di calcio e ex calciatore cinese
- 1985 - Dudu Paraíba, ex calciatore brasiliano
- 1985 - Terri Dunning, nuotatrice britannica
- 1985 - Daniel Evuy, ex calciatore spagnolo
- 1985 - Tommaso Fantoni, cestista italiano
- 1985 - Ryan Harris, giocatore di football americano statunitense
- 1985 - Katie Hitchcock, ex sciatrice alpina statunitense
- 1985 - Ivo Ivanov, calciatore bulgaro
- 1985 - Godfred Karikari, ex calciatore ghanese
- 1985 - Franco Lalli, ex calciatore canadese
- 1985 - Maldestro, cantautore, drammaturgo e regista italiano
- 1985 - Stelios Malezas, allenatore di calcio e ex calciatore greco
- 1985 - Ajantha Mendis, crickettista singalese
- 1985 - Nicole Minetti, personaggio televisivo e ex politica italiana
- 1985 - Sheridan Morais, pilota motociclistico sudafricano
- 1985 - Megan Moulton-Levy, ex tennista statunitense
- 1985 - Greg Olsen, ex giocatore di football americano statunitense
- 1985 - Kai Reus, ex ciclista su strada e pistard olandese
- 1985 - Hakuhō Shō, lottatore di sumo mongolo
- 1985 - Nikolai Topor-Stanley, ex calciatore australiano
- 1985 - Jacopo Venturiero, doppiatore e attore italiano
- 1985 - Evan Williams, attore canadese
- 1985 - Josh Wilson, giocatore di football americano statunitense
- 1985 - Viktorija Žemaitytė, multiplista lituana
- 1986 - Silvia Acosta, attrice, ballerina e modella spagnola
- 1986 - Cindy Billaud, ostacolista francese
- 1986 - Dario Cologna, fondista svizzero
- 1986 - Samson Dauda, culturista nigeriano
- 1986 - Patrick Galbraith, hockeista su ghiaccio danese